# خوک زگیل‌دار فلورس
خوک زگیل‌دار فلورس (نام علمی: Sus heureni) نام یک گونه از سرده خوک است.